# Cryptocarya calderi
Cryptocarya calderi är en lagerväxtart som beskrevs av Mohan Gangopadhyay. Cryptocarya calderi ingår i släktet Cryptocarya och familjen lagerväxter. Inga underarter finns listade i Catalogue of Life.